# José Antonio Marques Caballero (obraz Francisca Goi)
José Antonio Marques Caballero lub Markiz Caballero (hiszp. José Antonio Caballero, marqués de Caballero) – obraz olejny hiszpańskiego malarza Francisca Goi. Istnieje kilka wersji obrazu, możliwych replik autorskich lub kopii, za oryginał uznawany jest obraz znajdujący się w Muzeum Sztuk Pięknych w Budapeszcie.

## Okoliczności powstania
Okres pomiędzy nominacją Goi na pierwszego nadwornego malarza Karola IV w 1799 a inwazją napoleońską w 1808 r. był dla artysty czasem wielkiej aktywności i finansowej stabilizacji. W tym czasie powstało wiele portretów burżuazji, m.in. ministra sprawiedliwości José Antonia Caballera (1754–1821) i jego żony Maríi Soledad Rocha Fernández de la Peña. Caballero był wpływowym politykiem reakcjonistą, który miał opinię fałszywego i złośliwego. Aznar uważa, że taka charakterystyka markiza mogła być uwarunkowana politycznie, gdyż sprzeciwiał się ideom i politykom oświecenia takim jak Mariano Luis de Urquijo. W 1807 roku odziedziczył po swoim wuju tytuł markiza, prawdopodobnie z tej okazji zamówił portrety u Goi. Morales uważa, że Caballero i jego żona są błędnie tytułowani markizami de Caballero, gdyż José Antonio nosił jedynie podobnie brzmiące dwuczłonowe nazwisko „Marqués Caballero”.

## Opis obrazu
Markiz został przedstawiony w trzech czwartych postaci. Siedzi w fotelu obitym czerwonym aksamitem ze złotymi wykończeniami. Ma na sobie uniform ministra: czarny kaftan ze złotymi wykończeniami, czerwoną kamizelkę pasującą do spodni i białą koszulę z falbankami, które widać przy szyi. Nosi niebiesko-białą szarfę i Wielki Krzyż Orderu Karola III. Nosi także insygnia rycerskie zakonu Santiago, do którego należał. W lewej ręce trzyma kilka kartek, na których można odczytać nazwisko i stanowisko modela oraz podpis malarza i datę namalowania obrazu (Excmo. Sr. / Marques de Caballero / Ministro de / Gracia y / Justicia / por Goya / 1807).
Ubrania i odznaczenia zostały wykonane szybkimi pociągnięciami pędzla z dużą ilością farby, podczas gdy twarz jest namalowana w delikatny sposób. Modelk patrzy bezpośrednio na widza intensywnym, żywym i inteligentnym spojrzeniem.
Markiz prawdopodobnie był zadowolony z portretu, gdyż istnieją dwie repliki lub kopie z warsztatu Goi: ukończona należąca do zbiorów CINTAS Foundation (depozyt w Lowe Art Museum) oraz niedokończona znajdująca się w Museum of Fine Arts w Bostonie. W Museo Lázaro Galdiano znajduje się kopia nieznanego autora wykonana na podstawie portretu Goi.

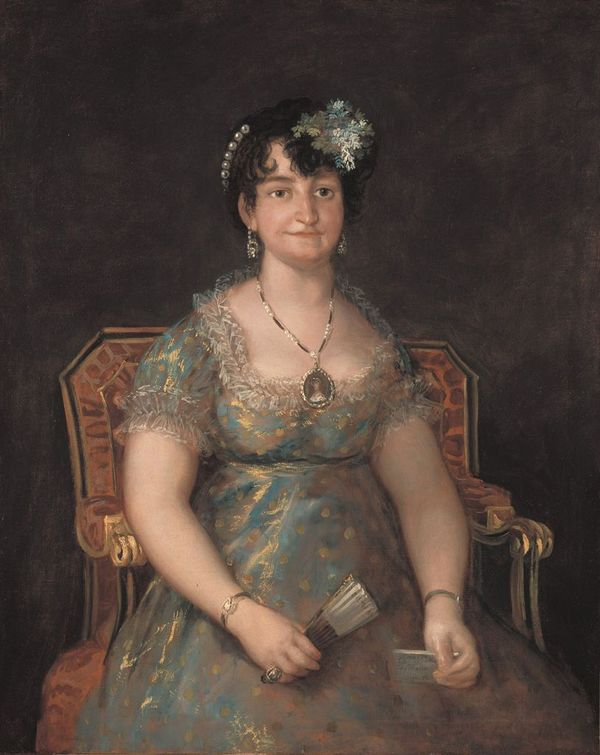
Pani Marques Caballero, pendant przedstawiający żonę markiza
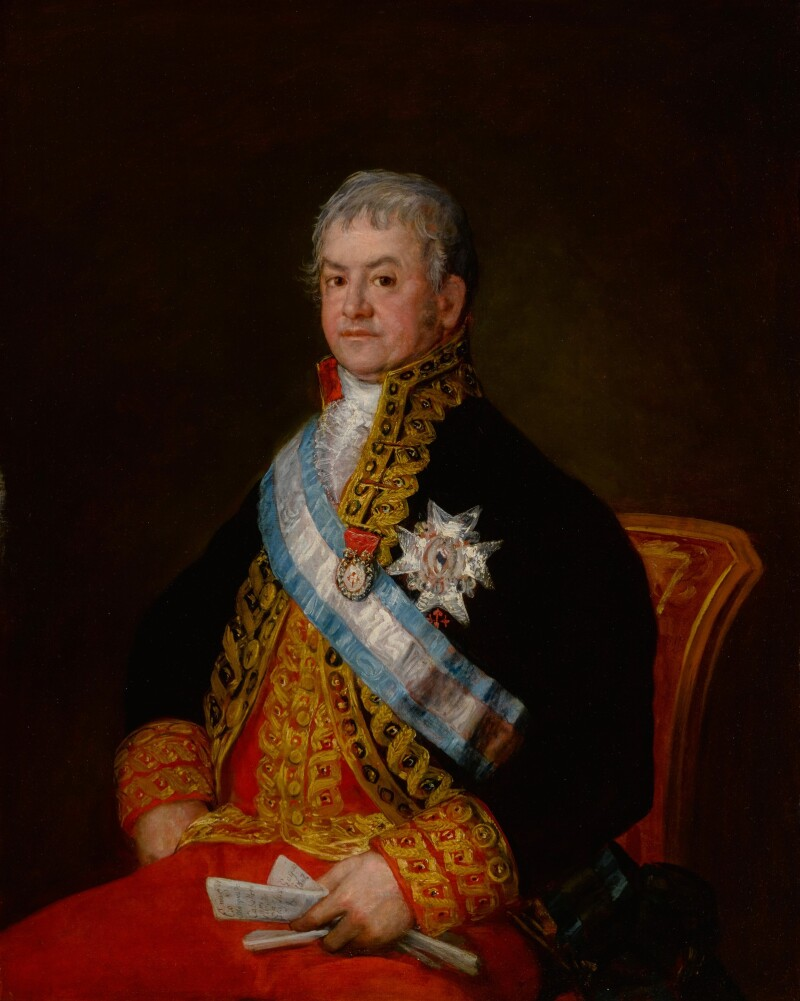
Replika lub kopia z warsztatu Goi
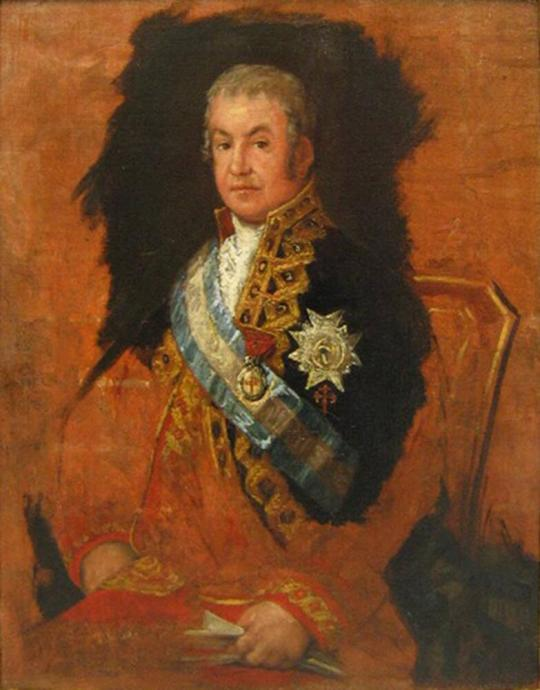
Niedokończona replika lub kopia z warsztatu Goi
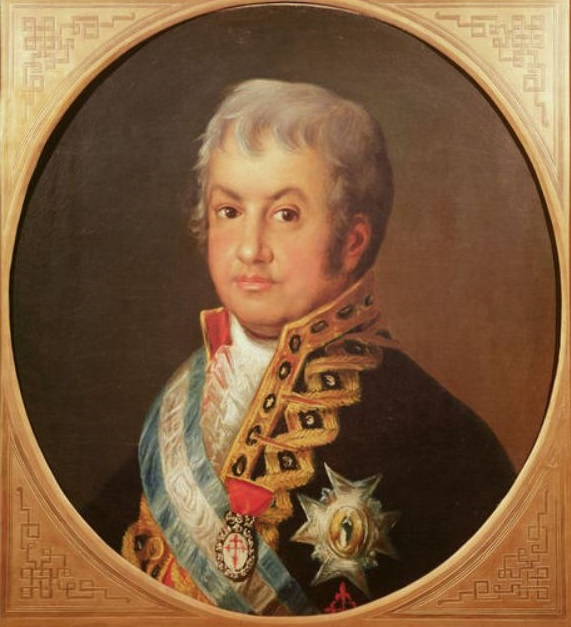
Kopia z warsztatu Goi

## Proweniencja
Obraz należał do kolekcji markiza de Corvera, miał być eksponowany w Ministerstwie Sprawiedliwości lub ratuszu Salamanki. Następnie należał do kolekcji Bayo i Pares w Madrycie. W 1906 został nabyty przez Muzeum Sztuk Pięknych w Budapeszcie.